# Arboretum des Pouyouleix
El Arboreto de los Pouyouleix (en francés: Arboretum des Pouyouleix) es un  arboreto de unas 25 hectáreas de extensión de administración privada, que se encuentra en la parte norte de Saint-Jory-de-Chalais, Francia.
El arboreto tiene el reconocimiento de "Collection National" por el Conservatorio de colecciones vegetales especializadas (CCVS) por su colección de Quercus de 247 taxones botánicos.

## Localización
La comuna de Saint-Jory-de-Chalais está regada de norte a sur por tres ríos: el "Côle" en el centro y en cada lado, sus afluentes en la frontera occidental y la "Queue d'âne" y el "Touroulet" por el este.
La localidad, situada en la orilla del "Touroulet" se encuentra en distancias sobre el arco, a diez kilómetros al norte de Thiviers y once kilómetros al este de Saint-Pardoux-la-Rivière, en la intersección de las carreteras departamentales 77 y 98.
Por el sureste, la localidad está rodeada por la carretera 21, la carretera que une Limoges con los Pirineos centrales.
Arboretum des Pouyouleix, Code Postal 24800 Saint-Jory-de-Chalais, Département de Dordogne, Aquitaine, France-Francia.
Visitable todo el año previa cita, se cobra una tarifa de entrada..

## Historia
El arboreto sobre un terreno de 240,000 m² de extensión por Beatrice Chasse y Gerard Lionet en 2003. 
El arboreto recibió el estatus de "Collection National" por el género de plantas Quercus en 2012. 
Actualmente la colección incluye cerca de 300 especies botánicas de robles, y se dice que es una de las colecciones más grandes de robles en Francia.

## Colecciones
El Arboretum de Pouyouleix posee una de las colecciones más grandes del género Quercus (los robles), con 247 taxones botánicos. 
Un total de 650 taxones (varios tipos y familias de plantas) se han plantado desde la creación del Arboretum.
La visita es un verdadero baño de la biodiversidad durante el cual los visitantes se encuentran con fósiles vivientes y docenas de especies de la lista roja de la UICN. 
El sitio de Arboretum es notable, ya que las estaciones del año son muy variables en el paisaje (color de las plantas) y que la mayor ventaja de la diversidad y la belleza del lugar.